# نجلا دهقان نژاد
نجلا دهقان نژاد (زاده ۱۳۳۹ ولایت کابل) سیاستمدار افغانستانی و نماینده مردم ولایت هرات در دوره‌های پانزدهم و شانزدهم مجلس نمایندگان است. وی در مجلس شانزدهم نمایندگان افغانستان عضو کمیسیون مواصلات، مخابرات، امور انکشاف شهری، تهیه مسکن، تهیه آب و برق و امور شاروالی‌ها می‌باشد.

## زندگی‌نامه
نجلا دهقان نژاد زاده ۱۳۳۹ ولایت کابل است. وی تحصیلات متوسطه خود را در لیسه/دبیرستان مهری در سال ۱۳۵۴ به اتمام رسانید و توانست مدرک لیسانس خود را در رشته حقوق و علوم سیاسی از دانشکده حقوق دانشگاه هرات کسب کند.

## دیگر فعالیت‌ها
دیگر فعالیت‌های وی:
- تأسیس مکاتب خدیجه کبرا و آسیه برای مهاجرین افغانستانی در ایران (۱۳۶۰–۱۳۷۲).
- فعال بخش حقوق بشر و امور زنان در هرات.